# Tünde
Tünde est un prénom hongrois féminin.
Diminutifs: Tündi, Tündike, Tündüs

## Étymologie
Tündér qui veut dire fée.
Prénom inventé par l'écrivain-poète hongrois Mihály Vörösmarty, dans une pièce de théâtre, "Csongor et Tünde".

## Équivalents
Faye en bulgare, Ada en espagnol

## Personnalités portant ce prénom
Tünde Deák -dramaturge franco hongroise 